# نيكول وايلد
نيكول وايلد (بالفرنسية: Nicole Wild)‏ هي أمينة مكتبة فرنسية، ولدت في 20 يونيو 1929 في رانس في فرنسا، وتوفيت في 29 ديسمبر 2017.